# Штомпелівка
Што́мпелівка — село в Україні, у Хорольській міській громаді Лубенського району Полтавської області. Населення становить 867 осіб. Колишній орган місцевого самоврядування — Штомпелівська сільська рада.

## Географія
Село Штомпелівка знаходиться біля витоків річки Рудка, примикає до села Лісянщина, за 1 км розташовані місто Хорол і села Ванжина Долина, Бочки, Коломійцеве Озеро. Поруч проходить залізниця, станція Хорол за 1,5 км.

## Історія
Понад два століття налічує історія села Штомпелівка. Село виникло на нових землях у І половині XVIII століття. Першим поселенцем був козак Штемпель, а згодом Черняки. Звідси напевно і назва села Штомпелівка. Із історичних документів відомо, що в 1859 році в селі налічувалося 42 двори з населенням 311 чоловік. Жителі села в минулому були козаками, мали ділянки землі і займалися землеробством, розведенням худоби, виготовленням домашнього полотна.
В артілі, яку було створено в 1918 році, спочатку налічувалося 17 корів, 20 свиней, 17 коней. Пізніше в селі був створений колгосп ім.1 Травня. Першим головою колгоспу був Холоша П. Ф. На території колгоспу росла мережа культурно-освітніх закладів. До послуг колгоспників були 4 сільські клуби, три бригадні і три сільські бібліотеки, в яких налічувалось до 30 тисяч книг.
У 1929—1933 роках на території сільради було 9 колгоспів.
У 1958 році всі колгоспи Штомпелівки, Наталівки, Ковтунів об'єдналися у велике господарство «Україна». В колгоспі було 8 рільничих бригад, огородня та садівнича бригади, три тракторні бригади, три МТФ, дві свиноферми, 2 вівцеферми, чотири електростанції, пилорама. Пізніше були побудовані автогараж, зерносховище, майстерні. Побудована нова школа, дитячий садок, фельдшерський пункт.
За великі досягнення у праці доярка Коноваленко Марія була нагороджена орденом Трудового Червоного прапора, Ткаченко Раїса — орденом Леніна та орденом Трудового Червоного прапора, Синягівська Н. — орденом «Знак Пошани», Кравченко А. О. — голова колгоспу був нагороджений медаллю «За трудову відзнаку», Бова А. О. — голова колгоспу нагороджений медаллю «За трудову відзнаку», Кузуб А. І. — медаллю «За трудову доблесть» та орденом «Знак Пошани», Таріков М. — орденом «Трудового Червоного прапора», Крутько М. — орденом «Трудової слави».
Денісову Миколі Михайловичу та Козлову Івану Григоровичу було присвоєно звання Героя Соціалістичної Праці.
12 червня 2020 року, відповідно до розпорядження Кабінету Міністрів України № 721-р «Про визначення адміністративних центрів та затвердження територій територіальних громад Полтавської області», село увійшло до складу Хорольської міської громади..
19 липня 2020 року, в результаті адміністративно - територіальної реформи та ліквідації Хорольського району, село увійшло до складу новоутвореного Лубенського району.

## Економіка
- Кооператив «Україна».
- АФ «Оріон».
- ТОВ «Птахокомплекс Хорольський».

## Об'єкти соціальної сфери
- Школа.
- Дитячий садочок «Веселка».
- Будинок культури.
- Бібліотека.

## Відомі мешканці

### Уродженці
- Штомпель Микола Васильович (1936-2004)— вчений в галузі вівчарства, селекціонер і генетик, доктор біологічних наук, професор, Заслужений діяч науки і техніки України, співавтор таврійського типу асканійської тонкорунної породи овець і шести заводських ліній.